# Disterigma acuminatum
Disterigma acuminatum là một loài thực vật có hoa trong họ Thạch nam. Loài này được (Kunth) Nied. mô tả khoa học đầu tiên năm 1889.